# Chapelle Sainte-Anne-la-Palud
La chapelle Sainte-Anne-la-Palud est un édifice religieux située sur la commune de Plonévez-Porzay, dans le département du Finistère, dans la région Bretagne, en France.

## Géographie
Située près des dunes bordant la plage bordant l'océan Atlantique, la chapelle se trouve dans un ancien marais (palud ou palue) assaini au fil des siècles, et dépendant de la commune de Plonévez-Porzay.

## Histoire

### Origines légendaires
La sainte Anne vénérée à Sainte-Anne-la-Palud est une sainte bretonne plus ou moins mythique qui fait partie de ces saints bretons de la Bretagne du haut Moyen-Âge. Elle est souvent assimilée à sainte Anne, la mère de la Vierge Marie. Sa vie est mal connue. Voici ce qu'en dit Gustave Geffroy en 1903 :

« Mariée à un seigneur méchant et jaloux qui détestait les enfants et ne voulait pas en avoir, Anne fut maltraitée et chassée une nuit par son époux, au moment où celui-ci s'aperçut de sa maternité prochaine. La pauvre femme abandonna le château de Moëllien et se dirigea vers la mer où elle aperçut une lueur. C'était une barque que dirigeait un ange. Elle y monta, navigua longtemps, bien longtemps, et finalement débarqua en Judée où elle mit au monde la Vierge Marie. Elle revint en Armorique de la même façon, y fut accueillie avec des transports de joie, car on lui croyait le pouvoir d'apaiser les éléments et de guérir les maladies. Des années et des années après son retour, elle reçut la visite de son petit-fils, Jésus, venu pour solliciter sa bénédiction avant de commencer à prêcher l'Évangile. Jésus, sur le désir de son aïeule, fit jaillir une fontaine auprès de laquelle on bâtit la chapelle, qui devait être le refuge des infirmes et des misérables. Quand Anne mourut, on chercha partout, mais vainement, sa dépouille ; on ne la retrouva que bien des années plus tard baignant dans les flots, encroûtée de coquillages. »

En raison de cette légende, sainte Anne est surnommée « Mamm gozh ar Vretoned » (la « grand-mère des Bretons ») et vénérée en Bretagne. Une autre légende, complémentaire, concernant la même sainte, est à l'origine d'un autre lieu célèbre de pèlerinage en Bretagne : Sainte-Anne-d'Auray.
« Palud » signifiant « marais », il est possible que, primitivement, était honorée dans ce lieu la déesse mère d'Irlande « De Ana », déesse de la fertilité, mais aussi déesse de la mort qui régnait sur les marais. Sainte Anne peut aussi être la christianisation de la divinité indo-européenne Ana Pourna (ana signifiant « souffle, âme »).

### Les origines et les aménagements successifs du sanctuaire

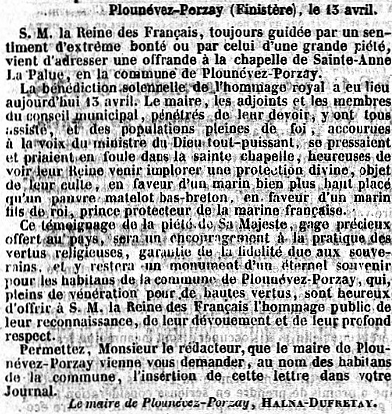
Lettre d'Halna du Fretay, maire de Plonévez-Porzay, à propos d'une offrande royale à la chapelle de Sainte-Anne-la-Palud en 1841 (Journal des débats politiques et littéraires du 24 avril 1841).

La chapelle de Sainte-Anne-la-Palud, de son ancien nom en 1518 Sancta-Anna-ad-Paluden dépendait jusqu'à la Révolution française de l'abbaye de Landévennec. On prétend que la chapelle remonte au temps de saint Guénolé. Une pierre du clocher de la chapelle du XVIIe siècle portait la date de 1419. La chapelle fut reconstruite plusieurs fois notamment au XVIIe siècle.

#### La première chapelle dénommée Santez Anna Gollet (Sainte Anne la disparue)
Cette première chapelle aurait été construite par Saint Guénolé. On pense qu'elle se situait au sud-ouest des dunes actuelles donc, aujourd'hui, sur la plage. Il existe encore un vieux chemin qui mène à cette ancienne chapelle disparue : Hent Santez Anna gollet (le chemin de Sainte-Anne la disparue).

#### La deuxième chapelle
Celle-ci fut construite à l'époque romane sous la colline qui domine la baie. Sa flèche haute de 20,5 mètres portait les dates 1230 et 1419. Au linteau d’une porte latérale on pouvait lire 1232. Cette chapelle eut donc l'honneur de recevoir la statue de granit de 1548, couronnée en 1913.

#### La troisième chapelle

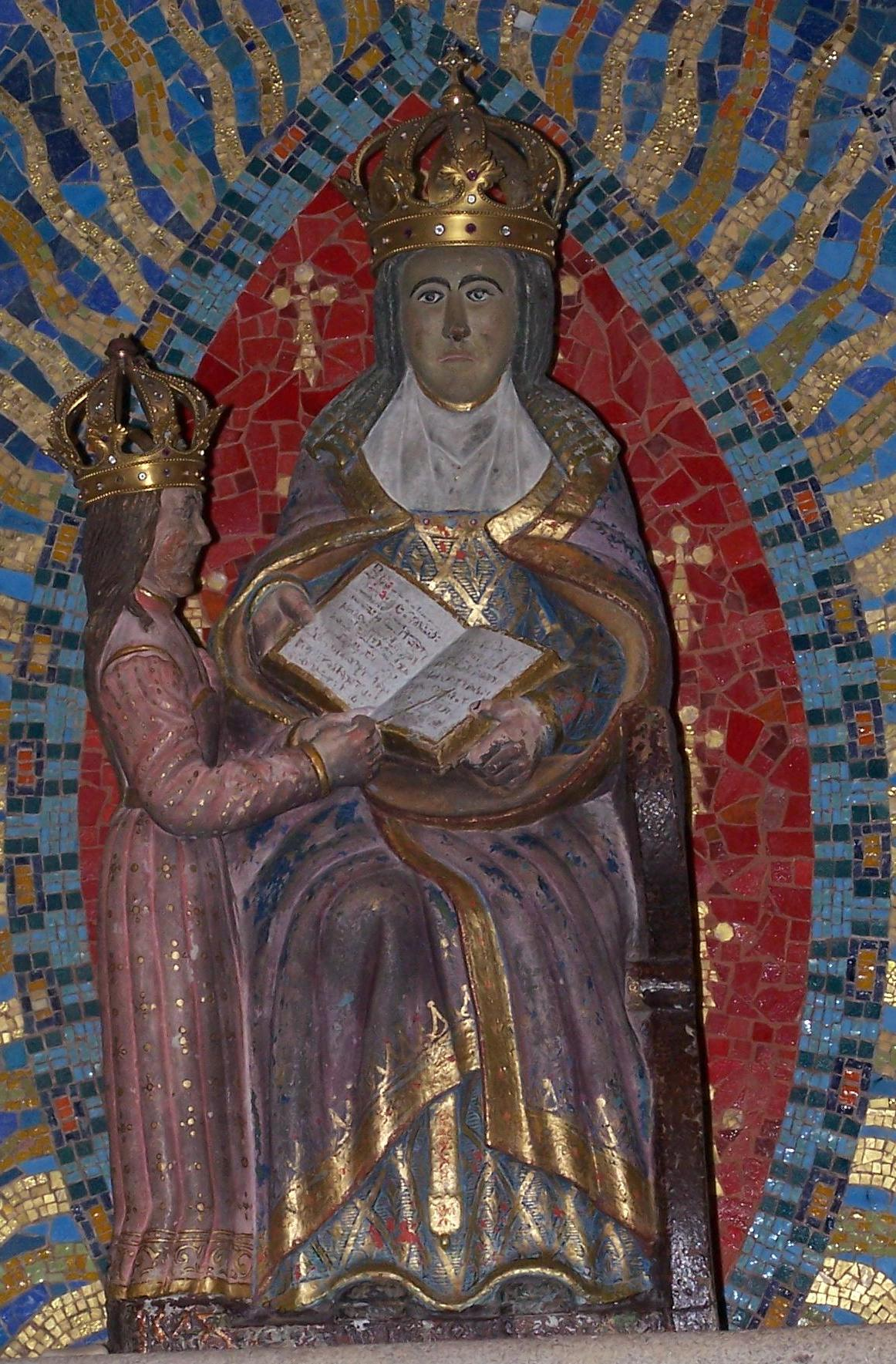
La statue de Sainte-Anne-la-Palud.

Celle-ci aurait été érigée vers 1630 avec les matériaux de l'ancien édifice.

#### La quatrième chapelle
Le premier dimanche de janvier 1858, le recteur de Plonévez-Porzay de l'époque a proposé un projet d'agrandissement de la chapelle. Il s'agissait de reconstruire le chœur et les deux sacristies. Le projet se heurta aux objections du préfet et fut abandonné.
En 1863, la chapelle est finalement reconstruite malgré, cette fois-ci, les réticences de l'évêché. La nouvelle chapelle date de 1864. Joseph Bigot est l'architecte de cette chapelle.
En 1903, un oratoire est construit sur le flanc nord de la chapelle pour l'usage des pèlerins toujours plus nombreux.

#### La statue de l'oratoire
Dans la chapelle de l'oratoire se trouve la statue de Sainte-Anne-la-Palud dans une mandorle faisant lire les Saintes Écritures à sa fille Marie. Elle porte la date de 1548. La statue a été couronnée le 31 août 1913 sous la présidence de Mgr Adolphe Duparc, évêque de Quimper et Léon. La tradition veut que le fidèle ou le pèlerin fasse trois le tour du piédestal en granit passant sous la statue au bas de l'ogive décorant le fond parsemé de mosaïques.  

#### La fontaine
La fontaine de 1870 remplace l'édicule de 1642. Elle est l'œuvre de Christophe Kermaïdic. La niche contient deux statues en pierre de sainte Anne et de la Vierge. La niche a été gravement endommagée et la Vierge décapitée par des occupants le 23 janvier 1944.

La fontaine
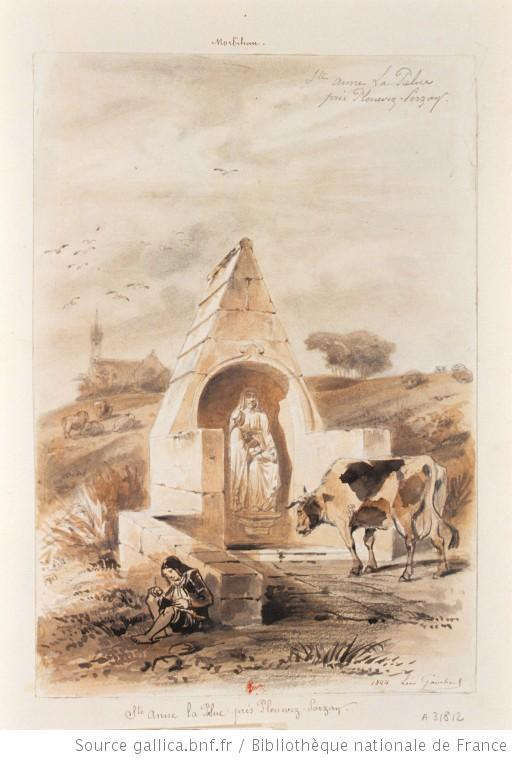
Léon Gaucherel, Fontaine de Sainte-Anne-la-Palud à Plonévez-Porzay (1844), Paris, BnF.
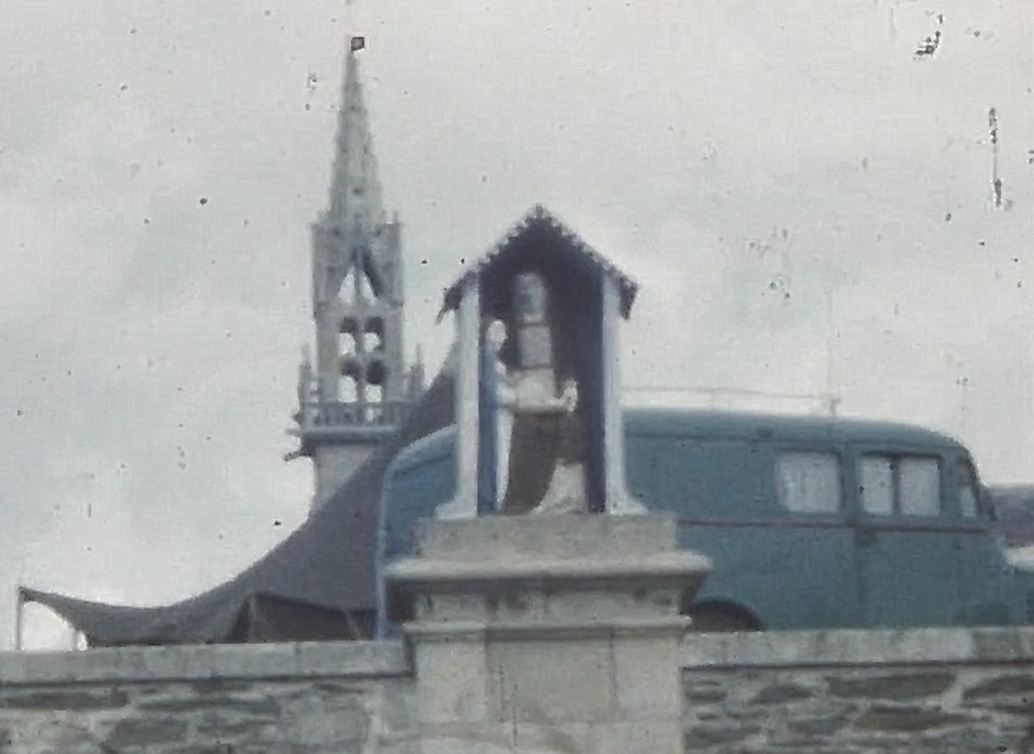
Fontaine Sainte Anne La Palud en 1950.
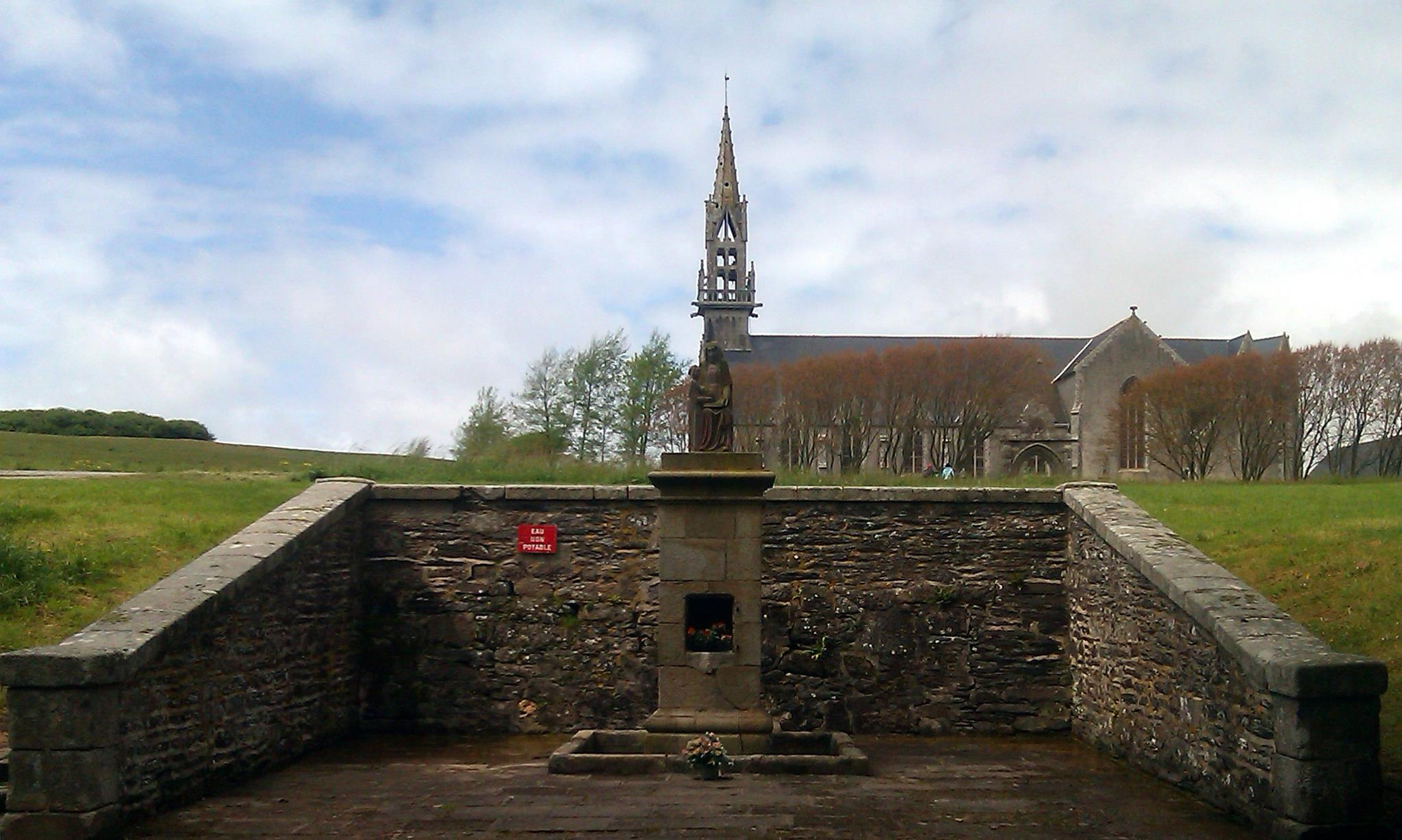
La fontaine actuelle de Sainte-Anne La Palud. En arrière-plan : la chapelle.

#### Le calvaire
La calvaire du milieu du XVIIe siècle est l'œuvre du sculpteur landernéen Roland Doré.

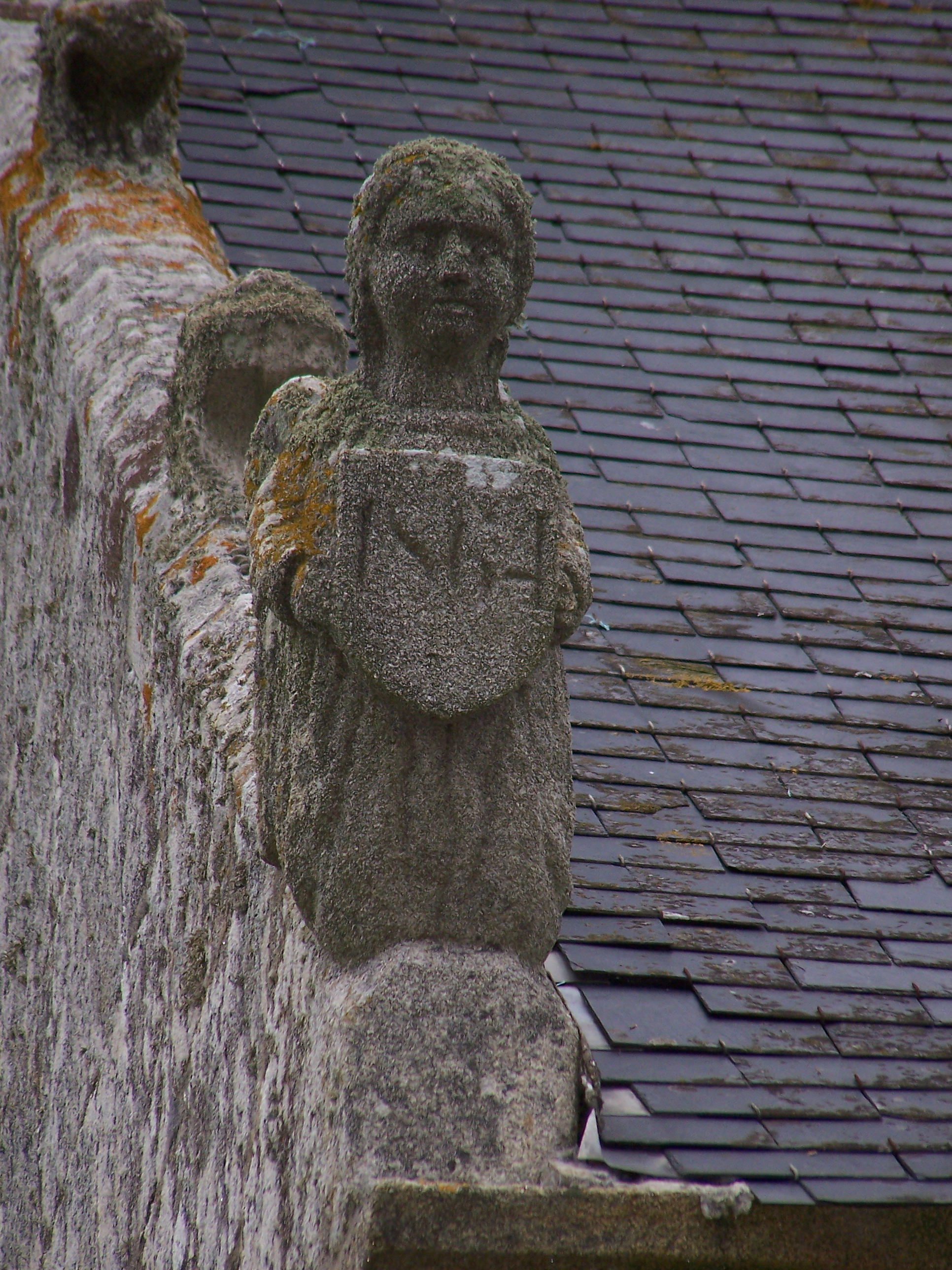
La nouvelle chapelle, datée de 1864, est l'œuvre de l'architecte Joseph Bigot.
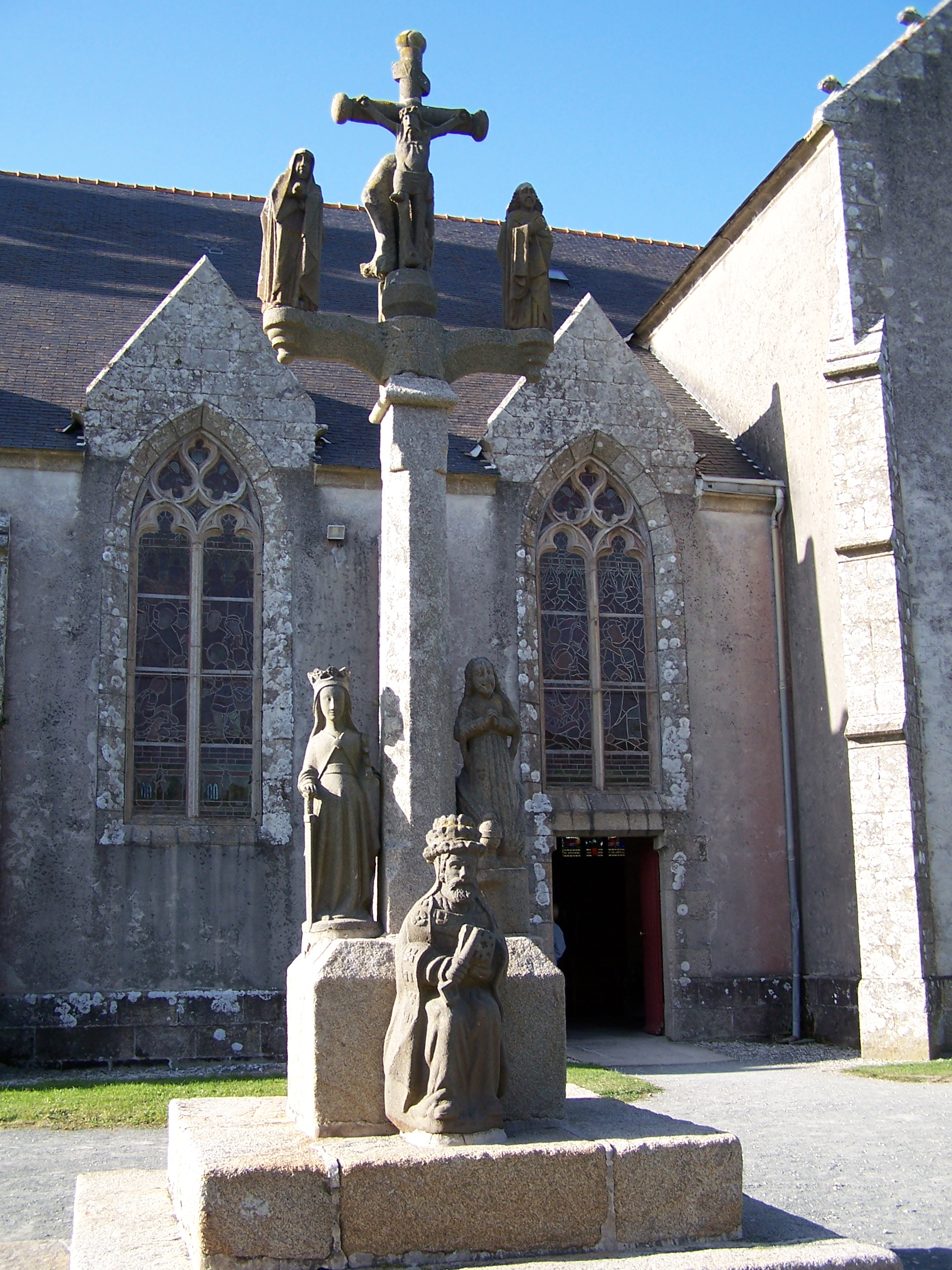
Le calvaire de Sainte-Anne-la-Palud.

### Pendant la Révolution française
En février 1796, la chapelle fut mise au vente au titre des biens nationaux : « Les ornements de l'église et des chapelles de Plonévez [Plonévez-Porzay], avec un monceau d'habits brodés et de tentures armoiriées, et trois charretées de titres et d'aveux venant de Moëllien et de Névet, furent brûlés à l'endroit appelé Coat-ar-oul-Mengleuz.[…] La croix de procession en or massif aurait été enfouie dans la palue […] ». Au bout de quelques mois, un acquéreur, François Cosmao, du Linguez en Quéménéven, acheta les palues et la chapelle qui y était enclavée. En 1803, le tout fut revendu à deux cultivateurs de Plonévez-Porzay, Pierre Cornic et Yves Kernaléguen, qui remirent la chapelle à disposition du clergé de la paroisse. En 1834, les héritiers des deux acquéreurs revendirent la chapelle, la fontaine et la palue de Sainte-Anne à Alain Pouchoux, prêtre desservant de la paroisse de Plonévez-Porzay.

### Description du pardon dans la seconde moitié duXIXesiècleet au début duXXesiècle

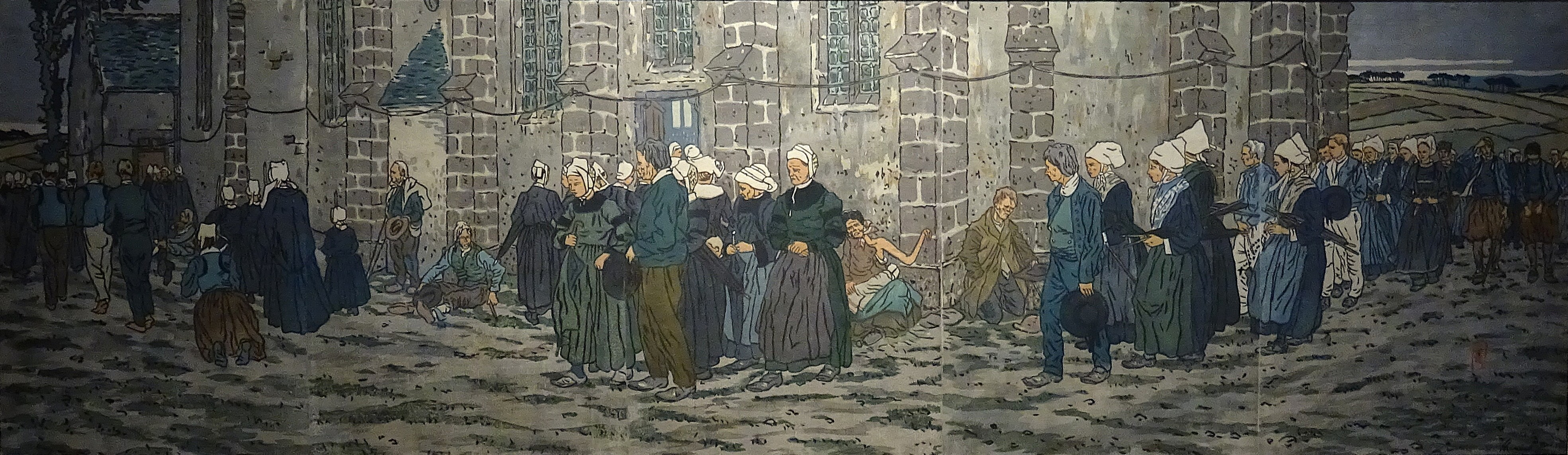
Henri Rivière : Le pardon de Sainte-Anne-la-Palud (1892-1893, bois gravé sur papier chine).

#### Les cérémonies du pardon

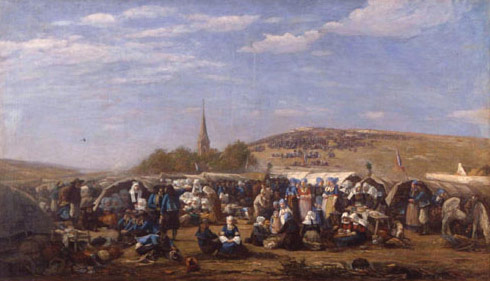
Eugène Boudin, Le pardon de Sainte-Anne-la-Palud (vers 1858).

Le pardon est traditionnellement organisé le dernier dimanche d'août, mais il durait plusieurs jours. Selon Gustave Geffroy en 1903, « la veille est le jour des mendiants qui n'ont pas le droit de revenir, ce qui différencie sensiblement des autres assemblées la pardon de Sainte-Anne-la-Palue ».

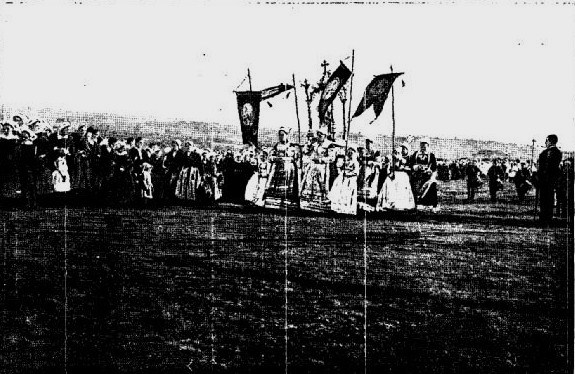
La procession du pardon en 1903.

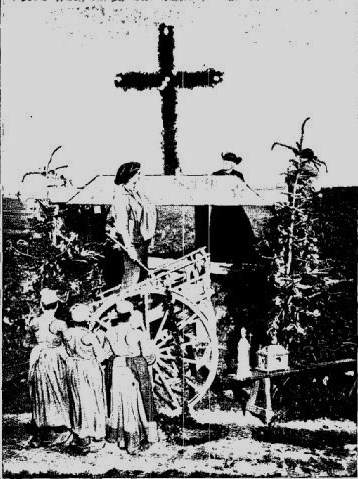
Préparation d'un reposoir en 1903.

Bertrand de Mun décrit en 1887 le pardon de Sainte-Anne-la-Palud : 

« Vers trois heures vint le moment tant attendu de la procession. On eut dit un immense ruban. En tête marchaient quelques bannières, puis la foule innombrable, chacun un cierge à la main. Le défilé dura longtemps. (...) D'abord des bannières très curieuses, avec des clochettes très lourdes, portées par des paysans qui avaient besoin de tous leurs efforts pour les soutenir ; puis des croix portées par de vieux paysans, avec le costume du pays qui, hélas! n'est plus autant à la mode. On les appelle les Bragou-Bras, du nom de leurs culottes. Ils portent de petites vestes très courtes, de couleur bleue ou verte, brodées de soie jaune et d'or, de larges culottes en coutil ou en laine noire et des guêtres en laine ; cela a beaucoup de cachet. Après les croix marchaient de petites filles portant de petites bannières. Enfin six femmes habillées avec le costume de la paroisse, que l'on ne porte plus guère que les jours de fête.(...) Enfin de vieux paysans splendides, des têtes à peindre, avec de longs cheveux (...). Tous jouaient du tambour ; on eût dit une vocation de la chouannerie. »

Laurent Tailhade a décrit dans le journal L'Aurore le pèlerinage de Santez Anna ar Palud en 1902.
Le docteur Chevrey, qui visite la Bretagne en 1924, fait cette description du pardon de Sainte-Anne-la-Palud :

« Derrière une bannière toute dorée, tintante de clochettes de cuivre,que maintiennent, contre le vent de la mer, trois solides gars, les prêtres, revêtus de leurs plus beaux ornements, précédé de la longue théorie des enfants de chœur, suivis de la foule : les hommes d'abord, les femmes ensuite ; masse noire en avant, flot blanc mouvant et papillotant des coiffes ensuite. Cela semble un long serpent s'avançant lentement, à la tête dorée, au corps noir et blanc. Son arrivée est annoncée par des chants liturgiques : l'Ave Maris Stella qu'à l'unisson clament les fidèles, soutenus par la basse bourdonnante de deux énormes bassons de cuivre reluisant. Les prêtres entrent dans la chapelle ; l'office commence ; les assistants se sont entassés, mais ils débordent, trop nombreux, du sanctuaire. (...) Les prêtres ressortent : ils se groupent face à la mer infinie ; la foule récite avec eux un De Profundis pour les perdus en mer ; bien des coiffes de deuil sont secouées de sanglots ; puis une large bénédiction s'épand sur les hommes et les choses. L'offrande suit : les jeunes filles apportent au pied du prêtre des bouquets fleuris, de ces bouquets d'une naïveté gauche si charmante, noués de rubans et, symbole curieux, d'une épaisse touffe de chanvre. Déposés sur l'autel de « Madame Sainte-Anne », ils protégeront les donateurs des peines, des maladies, des mille soucis qui font la vie des cultivateurs et des marins, surtout quand ils sont Bretons »

#### Les aspects profanes du pardon

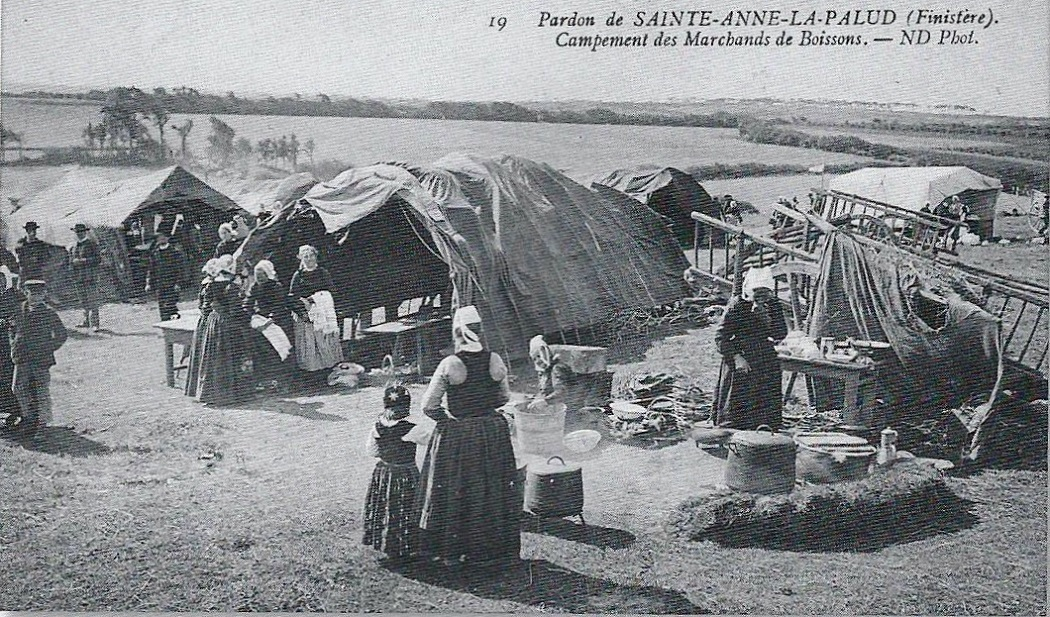
Le pardon de Sainte-Anne-la-Palud : campement des marchands de boissons (carte postale ND Photo).

Dans un texte écrit en 1903, Laurent Tailhade évoque les « surcots papelonnés de broderie et de cannetille, coiffes aériennes palpitant comme des ailes, vestes héréditaires où, tour à tour, splendissent au milieu du dos le vol d'un perroquet et le Saint-Sacrement, le jais, le clinquant, les pointes d'aiguille reluisent à Sainte-Anne ». plus loin, il poursuit : « Quand la procession déroule sa fantasmagorie ancestrale de costumes, de bannières et de cierges tremblotants, l'on peut sans trop d'efforts et d'imaginative rétrograder vers les illusions où, sous les chênes druidiques, Viviane, mal exorcisée encore, menait aux étangs de perdition les hommes du roi Gradlon et de Conan Mériadec. ».

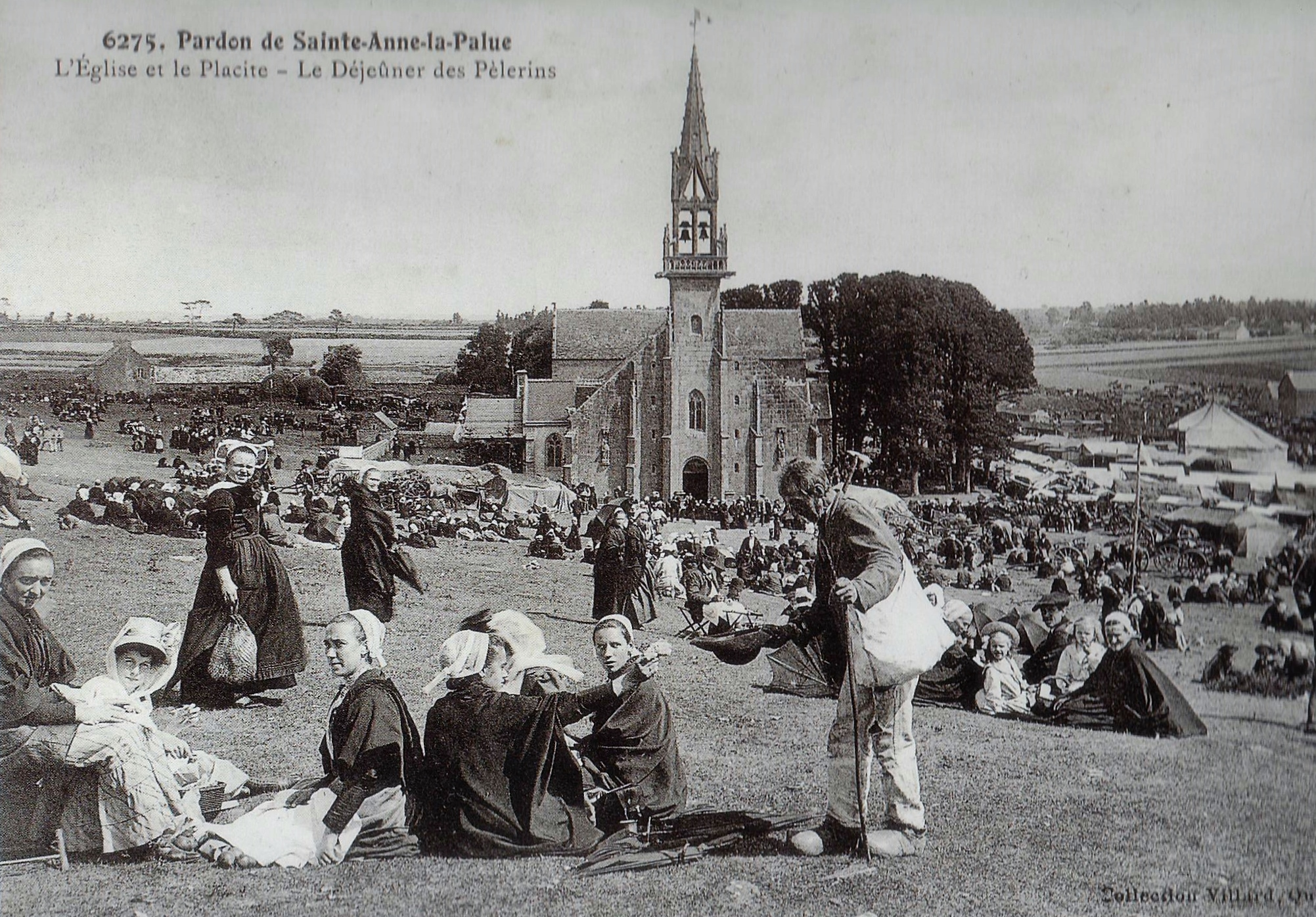
Le pardon de Sainte-Anne-la-Palud vers 1930 ; au premier plan un mendiant tend son chapeau (carte postale collection Villard).

Laurent Tailhade décrit ainsi dans ce même texte de 1903 les festivités suivant le pardon :

« Le spectacle n'est point à l'église. Les romances bêtes, la procession vulgaire […]. reste la fête véritable, la kermesse […] la réjouissance canaille, enfin comme il vous plaira le nom de la nommer.[…] Au milieu des tentes où graillonnent mains ragoûts pestilentiels, attablés à des tréteaux boiteux, des hommes boivent, mangent, écorchent le renard avec l'aisance de Bruscambille ou de Sancho Panza. Une toute jeune fille, sous le chaperon éclatant de Pont-l'Abbé, mord à même les os de sa pitance, le menton lubrifié de graisse et d'échalote. Une odeur d'évier, de peau humaine, de spiritueux, de caporal (tabac) et de papier d'Arménie offusque l'odorat. Des ivrognes, le dos plaqué de boue, à la façon des ruminants, s'effondrent sur le chemin, dans les plaques de vase. D'autres chantent, vavacrent et se gorgent d'eau-de-vie à chaque reposoir, dans les cabarets de feuillage dont la verdure tient encore grâce à l'ondée inépuisable. Une tribu de romanichels, vieilles grimaçantes, jeunes hommes hautains comme des dieux, bohémiennes aux regards luisants,à la peau couleur de cuivre neuf, mioches pouilleux et superbes, tiennent le champ de foire tout entier. Les femmes exercent le métier de somnambules pour l'édification des gobe-mouches à qui sainte Anne elle-même ne suffit pas […]. D'autres exercent le bonneteau […], opérant sans crainte, et tous les voyous du dimanche rançonnent leurs victimes dans les sites frituriers. »

Le journal L'Ouest-Éclair décrit ainsi la fête profane liée au pardon en 1928 : « Rouges, vertes, bleues, les tentes sous lesquelles on choisit le bijou de clinquant, l'harmonica ou la trompette de cuivre pour le gosse avide, sous lesquelles on montre le dernier des anthropophages et des mangeurs de feu, ou des nains patentés des cours d'Europe, enchevêtrent leurs figures géométriques à longueur et largeur de plaine, partout où le trajet de la procession n'est pas marqué par des poteaux et oriflammes ».

#### Les mendiants au Pardon: un fléau
« Avec les ivrognes, les mendiants professionnels sont le grand fléau de la Palud. Les uns ne sont que des vieillards inoffensifs, des scrofuleux philosophes pour lesquels le quémandage au long des routes représente un mode d'humiliation chrétienne, une exaltation mystique et ostentatoire de la pauvreté. Les autres, c'est la racaille abjecte qui cultivé ses plaies comme un champ de rapport. Voici un béquillard sordide dont une tuberculose a brûlé le faciès. (...) L'homme persécute les pèlerins de ses lamentations nasillardes. Il n'aille en breton pour les compatriotes, en latin ou en français pour le prêtre et pour le touriste ».

## Le couronnement de la statue de Sainte-Anne la Palud
La statue qui fut couronnée en 1913 a été taillée en 1548 dans du granit et peinte. Elle sort régulièrement pour faire la grande procession (dernier dimanche d'août de chaque année) et notamment en 1913 pour son couronnement, en 1998 pour ses 450 ans, en 2013 pour la célébration du centenaire de son couronnement et sortira en 2048 pour ses 500 ans. Autrefois, elle revêtait de beaux habits (Charles Le Goffic écrit qu'on l'habillait en paysanne  de Plonévez-Porzay). On ne l'habille plus depuis le début du XXe siècle à l'exception d'une croix en métal doré autour du cou de sainte Anne et de la Vierge.

Le couronnement de la statue de Sainte-Anne-la-Palud le dimanche 31 août 1913
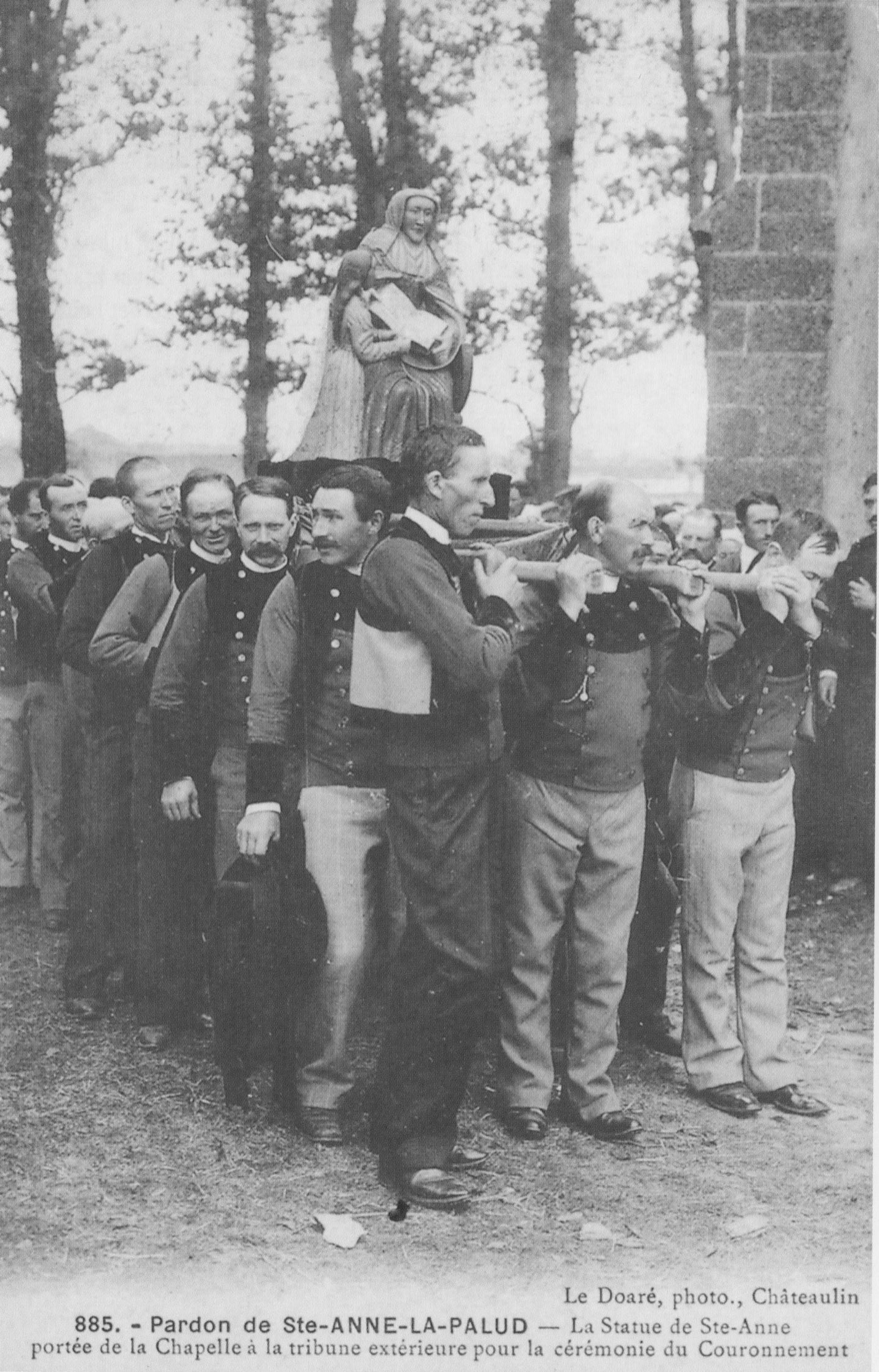
La statue de Sainte-Anne portée de la chapelle à la tribune extérieure pour la cérémonie du couronnement de 1913.
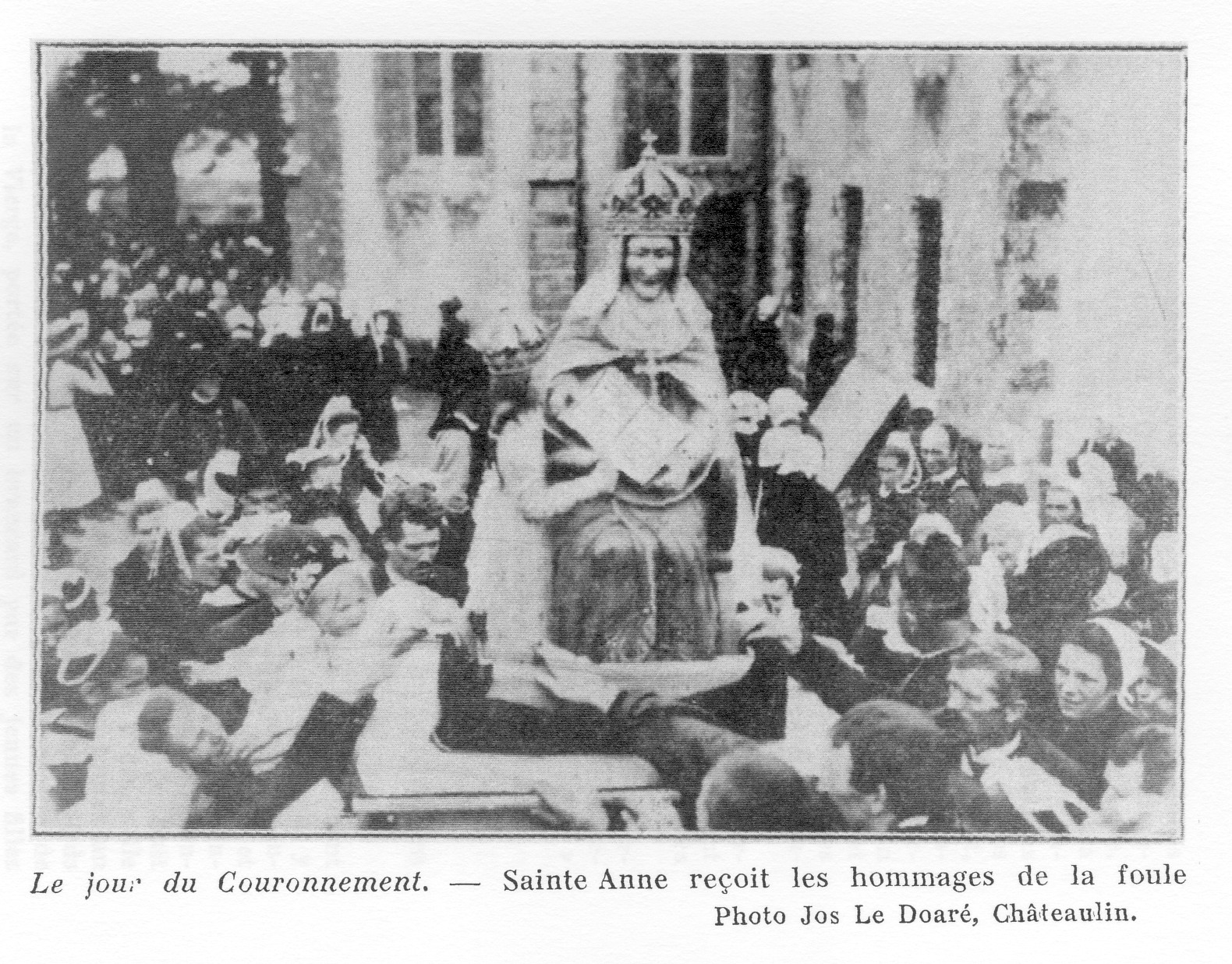
Les hommages de la foule à Sainte-Anne le jour du couronnement.
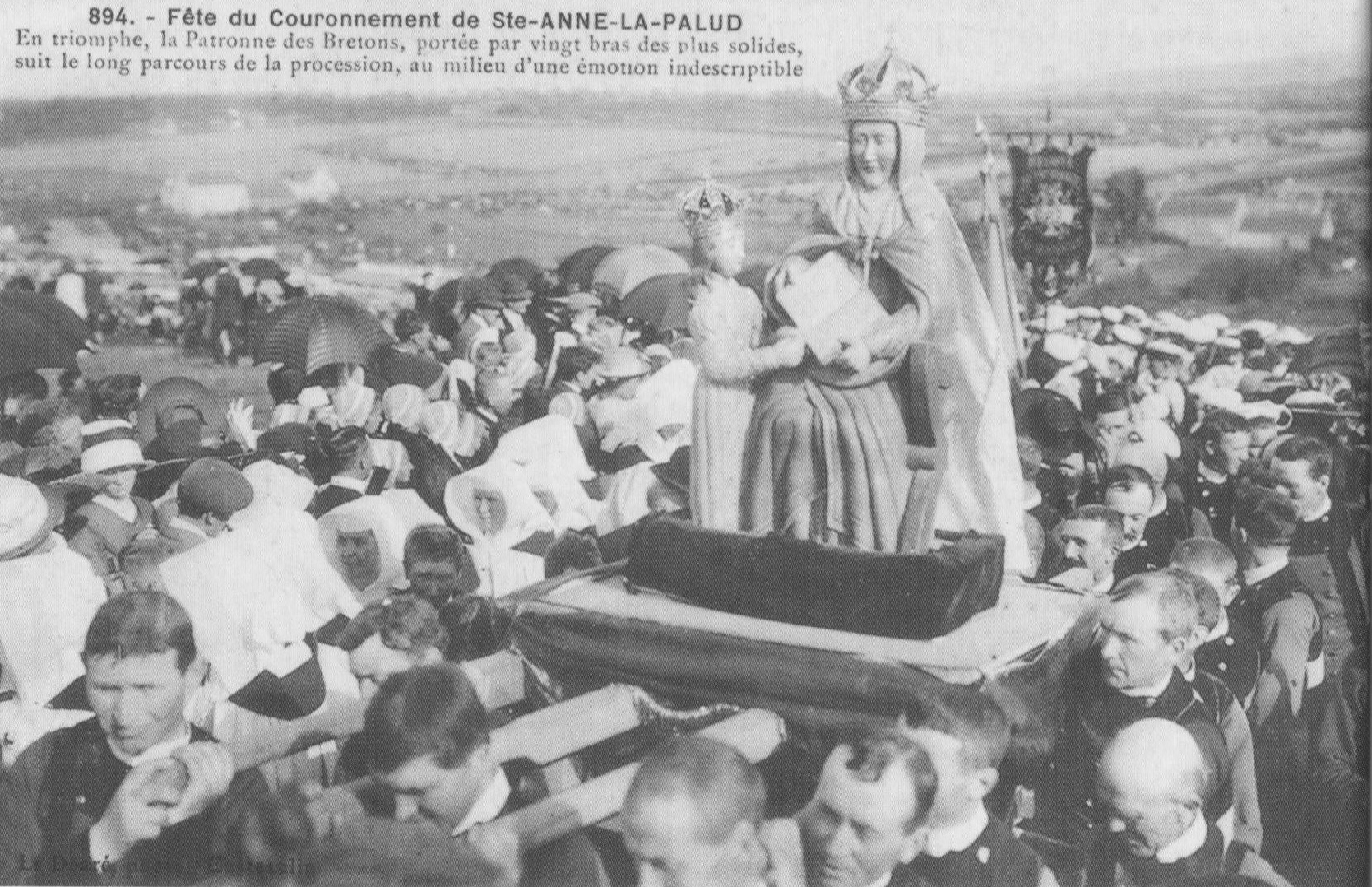
Sainte-Anne en procession portée par les paroissiens.

Le centenaire du couronnement de la statue de Sainte-Anne-la-Palud le 25 août 2013
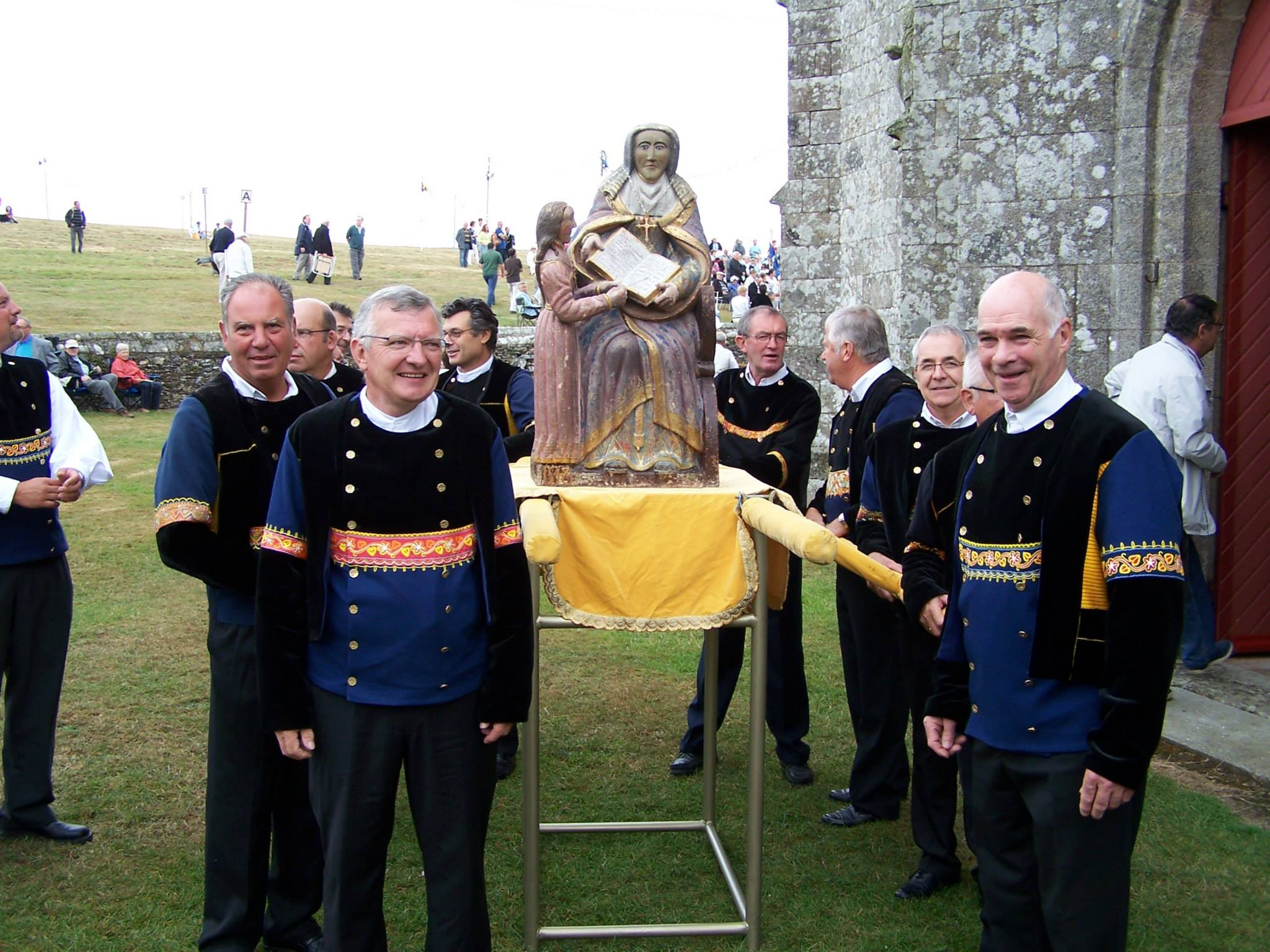
La statue sortie de la chapelle avant le couronnement.
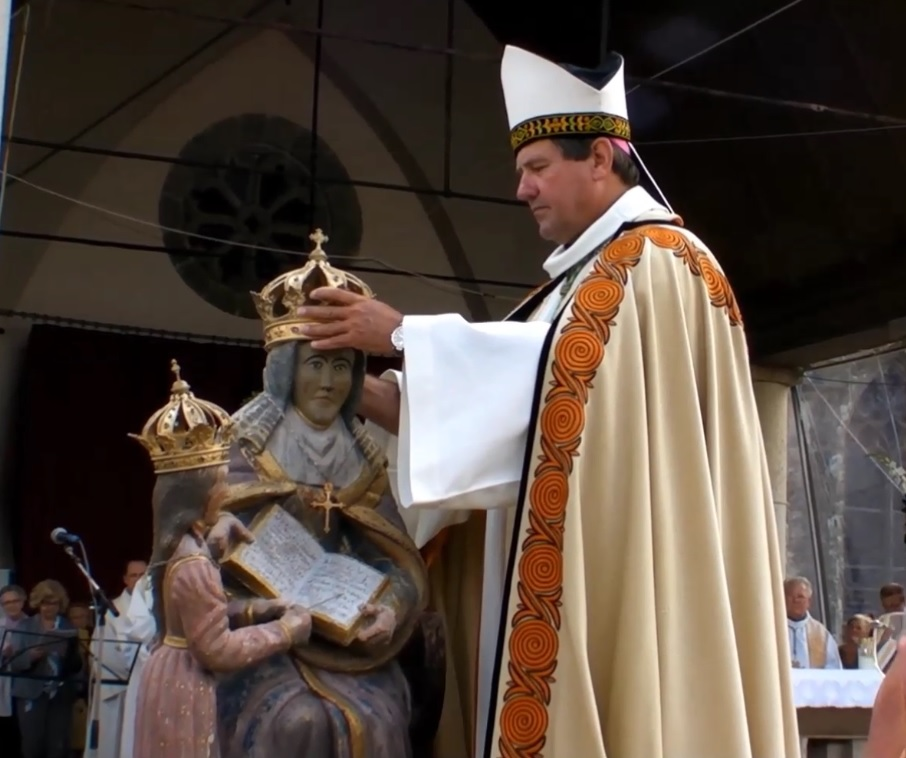
Monseigneur Jean-Marie Le Vert (évêque de Quimper et Léon) couronnant Sainte-Anne.
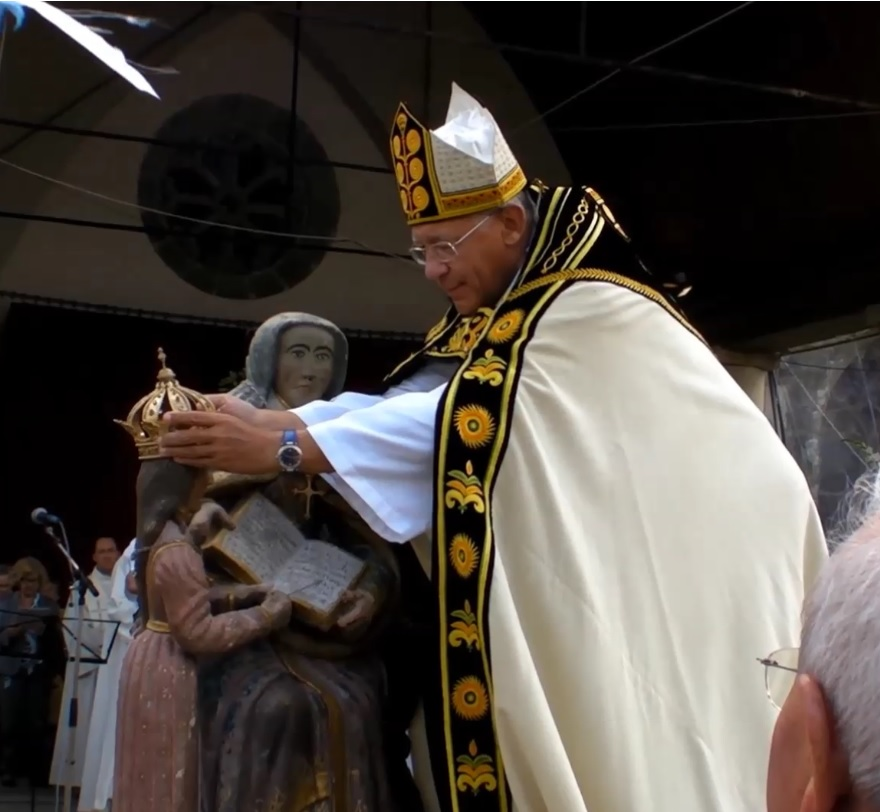
Monseigneur Luc Ravel (évêque aux Armées françaises) couronnant la Vierge Marie.
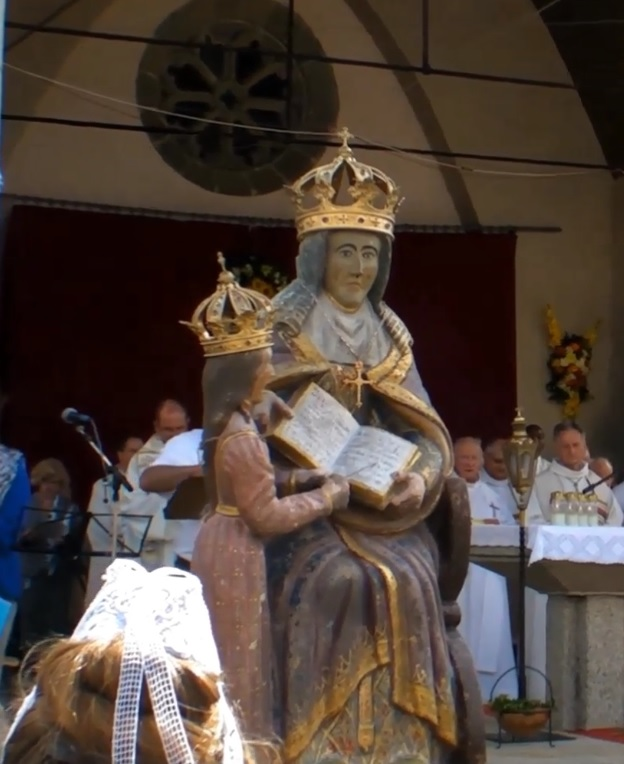
Centenaire du couronnement de la statue de Sainte-Anne la Palud le 25 août 2013.
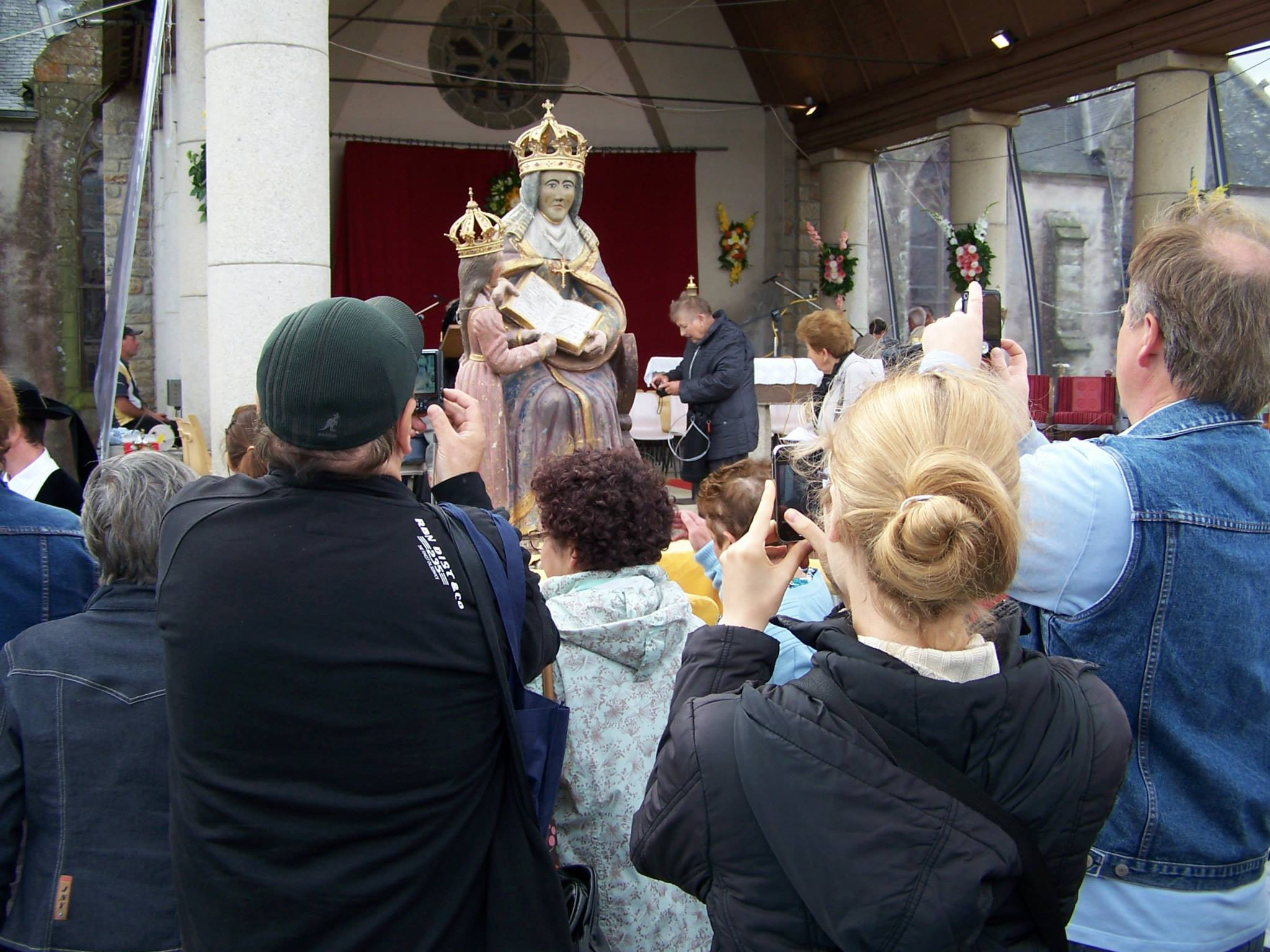
La statue entourée de fidèles après son couronnement.

## Le petit et le grand pardon

### Le petit pardon
D'après la tradition, le pèlerinage de Sainte-Anne la Palud aurait été établi au début du VIe siècle par Saint Corentin et Saint Gwénolé sur un terrain donné à Sainte Anne par le roi Gradlon après la submersion de la Ville d'Is.
Le pèlerinage de Sainte-Anne a pris son essor dans seconde moitié du XVIIIe siècle.
Le petit pardon a lieu fin juillet chaque année.

### Le grand pardon

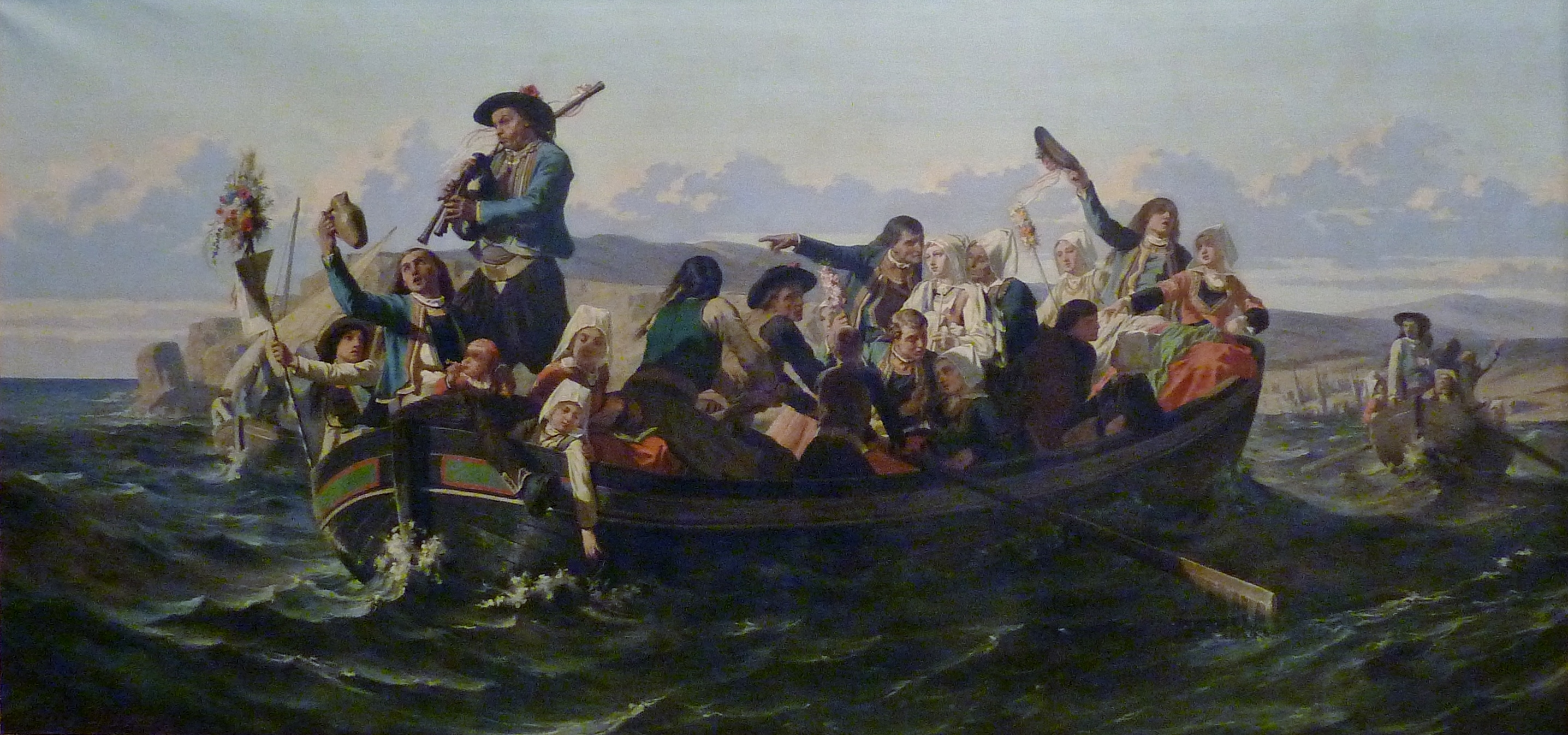
Louis Duveau : Retour du pardon de Sainte-Anne-la-Palud (1859, Musée des Beaux-Arts de Quimper).

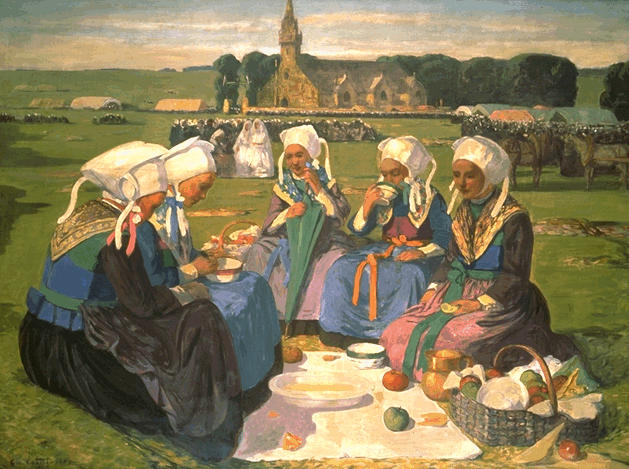
Charles Cottet, Femmes de Plougastel au pardon de Sainte-Anne-la-Palud (1903), Musée des Beaux-Arts, Quimper.

La chapelle accueille chaque année, pour le dernier week-end du mois d'août, l’un des plus importants pardons de Bretagne historique. On l'appelle aussi le grand pardon. Il s'étale sur quatre jours.
Le samedi : ouverture officielle du pardon à 17 h.
La première messe du pardon est célébrée dans la chapelle par le recteur de Plonévez-Porzay qui accueille les premiers pèlerins.
À 21h, la procession aux flambeaux leur permet de se regrouper en plein air devant l'autel des pardons pour une veillée de prière et l'Eucharistie.

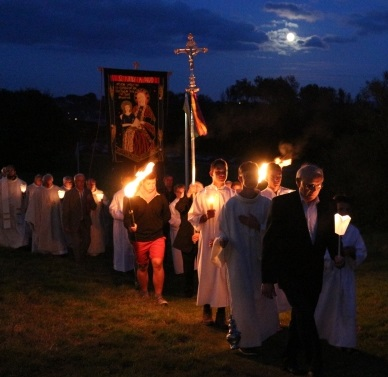
Procession aux flambeaux.
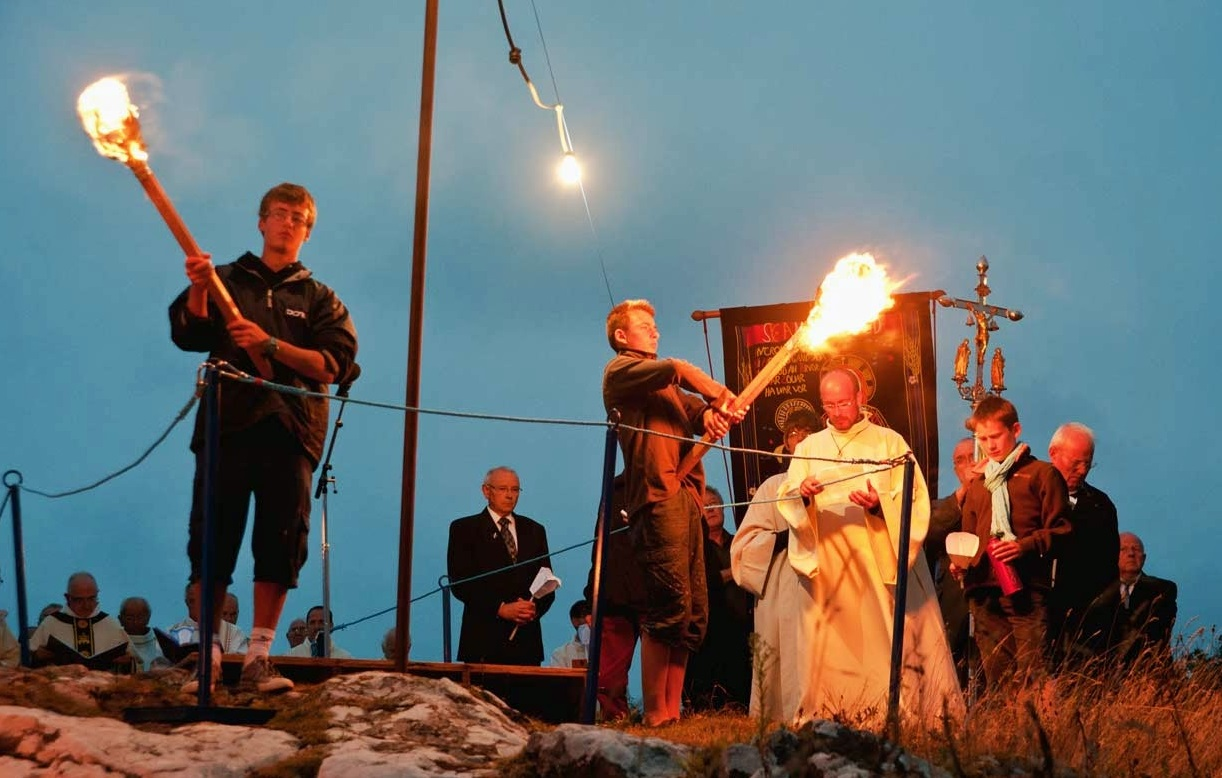
Procession aux flambeaux.
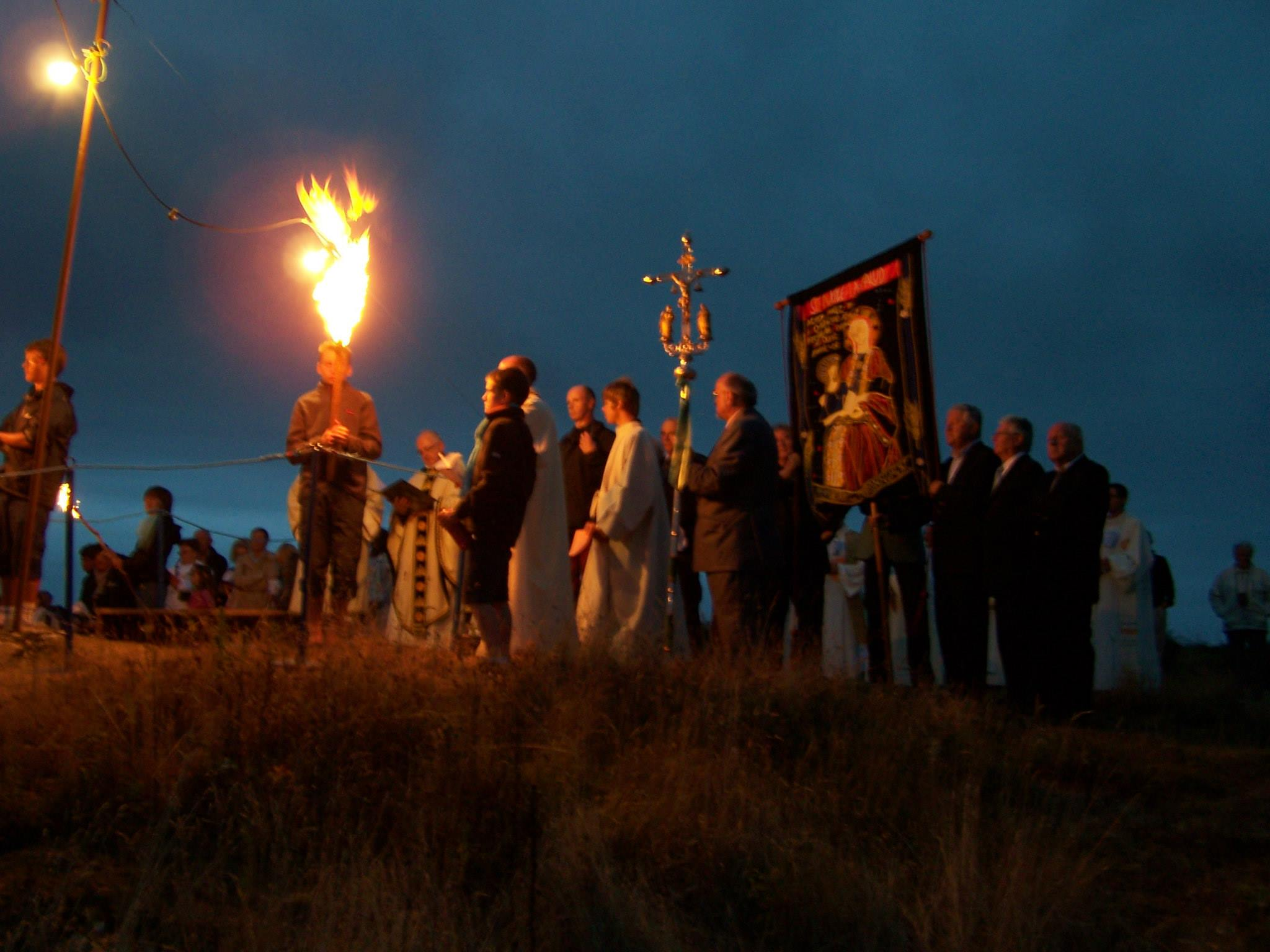
Procession aux flambeaux le samedi 24 août 2013.

Le dimanche : la messe de 9h qui a lieu dans la chapelle est suivie par la grand-messe de 10h30 en plein air. Celle-ci est présidée traditionnellement par un évêque invité par le propriétaire des lieux : l'évêché de Quimper et du Léon. Une nouvelle messe a lieu dans la chapelle à midi. Elle est suivie à 15h par une cérémonie en trois phases : les Vêpres (louange vespérale), la procession sur la dune et la bénédiction du Saint-Sacrement.
Les croix et bannières venues de tout le Finistère dessinent sur la dune un grand ruban coloré des ors des bannières rehaussés par la beauté des costumes des porteurs.
Le lundi : à 10h30, la chapelle reçoit les forains pour leur pèlerinage et la célébration de leur baptêmes. À 15h, un office est célébré à l'intention de nos Grands Aînés (expression bretonne pour désigner les personnes âgées avec un profond respect). Autrefois, le lundi était organisée la foire de Sainte-Anne. Cette pratique est aujourd'hui tombée en désuétude.
Le mardi recevait autrefois en majorité des Douarnenistes pour un pardon moins ambitieux. Aujourd'hui ce sont essentiellement les pensionnaires des maisons de retraite qui fournissent l'essentiel des pèlerins. À 10h30, une messe solennelle est célébrée et, à 15h, le pardon s'achève par une cérémonie en trois phases : les Vêpres (louange vespérale), la procession sur la dune et la bénédiction du Saint-Sacrement.
Le pardon de 1904 est décrit dans un article publié dans le Journal du dimanche et celui de 1923 ans un article du Monde illustré. Selon Augustin de Croze, le grand pardon rapportait en 1900 environ 15 000 francs de cire, de queues de vache et de crins de cheval dont un tiers était réservé pour le curé de Plonévez-Porzay.
Parmi les grands pardons les plus notables, ceux qui ont célébré l'arrivée des reliques de sainte Anne provenant de Rome et d'Apt, soit en 1848 et en 1922.

## Cantique et partition

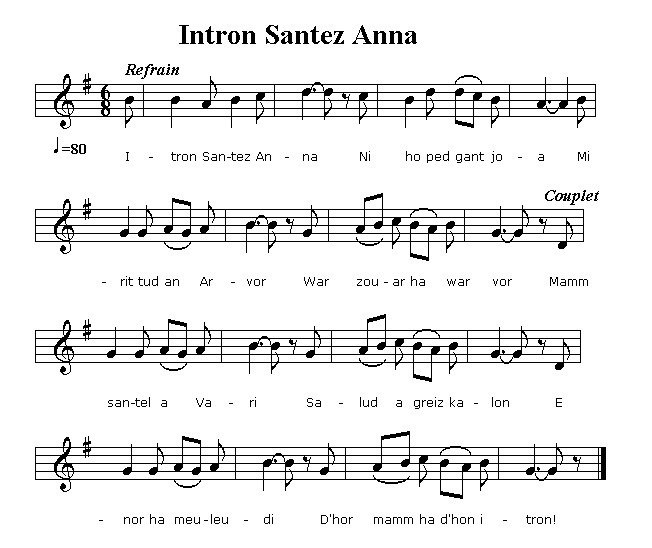
Partition du cantique, TON : D'or Mamm Zantez Anna.

| sainte Anne                                                                                            | Intron Santez Anna                                                                                      |
| --- | --- |
| Refrain : Sainte Anne, Nous vous prions avec joie ! Protégez vos Bretons Sur terre et sur mer !        | Diskan : Intron Santez Anna, Ni ho ped gant joa, Mirit tud an Arvor War zouar ha war vor.               |
| Couplet 1 Mamm Zantel a Vari, Salud a greiz kalon ! Enor ha meuleudi D'hor Mamm ha d'hon Intron !      | Koublenn 2 Biskoaz n'eus bet klevet Klemm eus ho trugarez ; Ar Palud benniget Eo tron ho madelez.       |
| Couplet 3 Dous eo bet d'hon tud koz Tañva ho karante, Ha ken dous ho pennoz A vo d'ho pugale.          | Koublenn 4 Selaouit hor pedenn, Mamm garet Breiz-Izel Selaouit hor goulenne Bemdez en ho chapel !       |
| Couplet 5 Truez evit ar vamm A welit ken aonig ; Dalc'hit, dalc'hit dinamm Kalon he bugelig.           | Koublenn 6 Truez evit ar paour, Dirazoc'h daoulinet ! Truez 'vit ar c'hlañvour : O honsolit bepred.     |
| Couplet 7 Skuilhit er parkeier Gliz pinvidig an Neñv ; Skoazell d'al labourer, Skoazell en an' Doue !  | Koublenn 8 D'an den yaouañk ro/it Eun teñzor a furnez, D'an den koz goulennit Eur fin vat d'e vuhuez.   |
| Couplet 9 Er mor braz kounaret, Bagig ar pesketour Spontus a vo lonket Ma ne deuit d'he zikour.        | Koublenn 10 En tarziou didruez, Kerzit, tud an Arvor : Anna, 'vel ar Werc'hez, Eo steredenn ar mor.     |
| Couplet 11 Bezit ive nerzus, Soudarded Breizh-Izel ; He dorn holl-c'halloudus 'Vo ganeoc'h er brezel.  | Koublenn 12 Evidomp holl ar bed Eo tachenn an emgann ; A ! n'hon dilezit ket, Pa 'maomp e-kreiz an tan. |
| Couplet 13 Patronez dous a Vreizh Diwallit mat ho pro Kreskit ennomp ar feiz Hiziv, warc'hoazh, atav ! | Koublenn 14 O Mamm Santez Anna Dindan ho tivaskell Pegen kaer eo bevañ, Pegen dous eo mervel !          |

## Une lecture critique du pardon
Tristan Corbière s'est moqué du pardon de Sainte-Anne-la-Palud dans un de ses poèmes en ces termes :
 C'est le pardon, liesse et mystères

 Déjà l'herbe rase a des poux,

 Sainte Anne, onguent des belles-mères

 Consolation des époux !

 Prête ta douce et chaste flamme

 Aux fidèles qui sont ici,

 Tes remèdes de bonne femme

 Pour les bêtes à cornes aussi.

 Demande, maîtresse altière,

 Très haute devant le Très-Haut,

 Au pauvre monde pas fière,

 Dame pleine de comme il faut !

 Si nos corps sont puants sur terre

 Ta grâce est un bain de santé.

 Répands sur nous au cimetière

 La bonne odeur de sainteté.

 Aux perdus dont la vue est grise,

 Sauf respect perdus de boisson,

 Montre le chemin de l'église,

 Et le chemin de la maison!

## Récits, contes et légendes
- Anatole Le Braz, Sainte-Anne de la Palude, le pardon de la mer[33] ;
- Laurent Tailhade, Santer Anna ar Palud, texte écrit en 1903[34] ;
- Tristan Corbière a célébré le pardon de Sainte-Anne-la-Palud dans un long poème dont voici la première strophe :

 Bénite est l'infertile plage

 Où, comme la mer, tout est nud.

 Sainte est la chapelle sauvage

 De Sainte-Anne-la-Palud...

## Iconographie

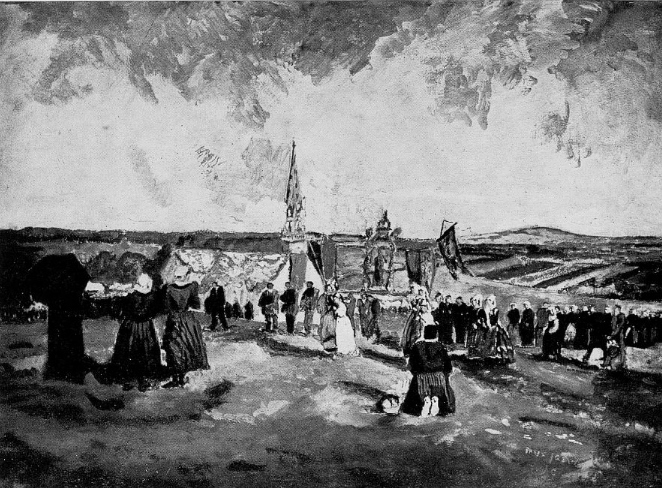
Max Jacob, Le Pardon de Sainte-Anne (vers 1930), gouache.

- Louis Duveau, Le Pardon de Sainte Anne de la Palud, 1859, huile sur toile, Marseille, musée des civilisations de l'Europe et de la Méditerranée ;
- Henri Rivière, Le Pardon de Sainte-Anne-la-Palud, 1892 ou 1893, Quimper, musée départemental breton ;
- Eugène Boudin, Le Pardon de Sainte-Anne-la-Palud, huile sur toile, Le Havre, musée d'art moderne André-Malraux ;
- Charles Léon Godeby, Le Pardon de Sainte-Anne-la-Palud, 1887, huile sur toile, 153 × 228 cm, Laval, musée du Vieux-Château[36] ;
- Raoul Carré (1868-1933), Pardon de Sainte-Anne-la-Palud, Vannes, musée de la Cohue[37] ;
- Pierre Savigny de Belay, Procession à Sainte-Anne-la-Palud, 1923, huile sur toile, 200 × 410 cm, fragment du décor de la salle à manger de l'hôtel Ker Moor de Bénodet[38] ;
- Max Jacob, Le pardon de Sainte-Anne, vers 1930, gouache[39].